# El buda de oro
El buda de oro es una novela de Clive Cussler, escrita junto a Craig Dirgo, que narra la historia del buque de carga Oregón.

## Argumento
El Oregón es un barco tapadera cuya tripulación se dedica en realidad a operaciones de inteligencia. Encargados de negociar con las autoridades chinas y rusas la vuelta del dalái lama al Tíbet, al capitán Juan Cabrillo se le autoriza la entrega de un buda de oro, con un contenido secreto para él, compuesto de documentos secretos sobre yacimientos petrolíferos.